# آلباتروس دم‌کوتاه
آلباتروس دم‌کوتاه (نام علمی: Phoebastria albatrus) نام یک گونه از تیره آلباتروس است.